# فید (رمان اندرسون)
فید (انگلیسی: Feed) (۲۰۰۲) یک رمان سایبرپانک و پادآرمان‌شهر ادبیات داستانی نوجوانان به نویسندگی ام. تی. اندرسون است. این رمان به موضوعاتی از قبیل قدرت شرکتی، مصرف‌گرایی، فناوری اطلاعات، داده‌کاوی و پوسیدگی محیطی، با لحنی گاه سخت و گاه غم‌انگیز و روایت اول‌شخص می‌پردازد.